# سوفی آدریانسن
سوفی آدریانسن (به فرانسوی: Sophie Adriansen) زادهٔ ۱۳ ژوئیه ۱۹۸۲، نویسنده زن فرانسوی است.

## زندگی‌نامه
سوفی آدریانسن بعد از دریافت دیپلم، تحصیلات عالی خود را به ترتیب در دانشگاه اورلئان، دانشگاه اکس-مارسی ۲ و دانشگاه لیل به انجام رسانده‌است. او عضو چند انجمن ادبی و یکی از بنیانگذاران لیگ نویسندگان حرفه‌ای است.
آدریانسن از ۲۰۱۰، در زمینهٔ ادبیات نوجوان بیش از سی اثر منتشر کرده‌است. سوای آن، چندین رمان و مجموعه داستان کوتاه در کارنامهٔ خود دارد.